# Mlini
Mlini est un village balnéaire situé sur la municipalité de Župa dubrovačka, dans le comitat de Dubrovnik-Neretva, en Croatie, au pied du mont Spilan, à 11 km au sud-est de Dubrovnik et à 10 km de l'aéroport de Dubrovnik.

## Histoire
Le village de Mlini doit son nom aux moulins, qui se trouvaient le long de la rivière Zavrelja.

## Sources
- (hr) Cet article est partiellement ou en totalité issu de l’article de Wikipédia en croate intitulé « Mlini (Župa dubrovačka) » (voir la liste des auteurs).